# Markov trg (televizijska serija)
Markov trg je hrvatska televizijska i politička satira. U kolovozu 2014. prvi put je emitirana pilot epizoda na RTL-u, ali kako je bilo teško plasirati seriju zbog reakcija, ostale epizode nisu prikazane. U ožujku 2017. ponovo je emitirana pilot epizoda, ali ponovo se nije nastavila emitirati.

## Radnja
Radnja serije smještena je u Vladi Republike Hrvatske na Markovu trgu.
Radnja serije uglavnom se vrti oko predsjednika Vlade Republike Hrvatske dr. Slavka Patljaka (Željko Konigsknecht), državnog tajnika Marka Crnogaće (Tarik Filipović), srbijanskog predsjednika Svetozar Panajotovića (Nikola Kojo) te predsjedavajućeg predsjedništva BiH, Envera Hadžibajrića (Emir Hadžihafizbegović). Tu su još službeni vozač Marka Crnogaće Marinko (Vedran Mlikota), zamjenica ministrice europskih integracija Mirjana Gruber-Cicvarić (Lana Barić), ministar prometa, pomorstva i veza Pravomil Karković  (Ozren Grabarić), premijerova tajnica Zrinka Francetić (Mia Biondić), politički novinar Branimir Hrušt (Ranko Zidarić) i drugi.

## Glumačka postava
| Glumac/ica             | Lik                     | Opis lika                                    |
| ---------------------- | ----------------------- | -------------------------------------------- |
| Tarik Filipović        | Marko Crnogaća          | državni tajnik                               |
| Željko Konigsknecht    | Slavko Patljak          | predsjednik Vlade RH                         |
| Nikola Kojo            | Svetozar Panajotović    | predsjednik Srbije                           |
| Emir Hadžihafizbegović | Enver Hadžibajrić       | predsjedavajući BiH                          |
| Lana Barić             | Mirjana Gruber-Cicvarić | zamjenica ministrice za europske integracije |
| Ozren Grabarić         | Pravomil Karković       | ministar prometa, pomorstva i veza           |
| Mia Biondić            | Zrinka Francetić        | pomoćnica premijera                          |
| Ranko Zidarić          | novinar Branimir Hrušt  | politički novinar                            |
| Vedran Mlikota         | vozač Marinko           | službeni Crnogaćin vozač                     |